# تراوتدل
تراوتدل (بالإنجليزية: Troutdale, Oregon)‏ هي مدينة تقع في مقاطعة مولتنوماه، أوريغون بولاية أوريغون في الولايات المتحدة. تبلغ مساحة هذه المدينة 15.59 (كم²)، وترتفع عن سطح البحر 9.1–61.0 م، بلغ عدد سكانها 15962 نسمة في عام 2010 حسب إحصاء مكتب تعداد الولايات المتحدة.

## التركيبة السكانية
قام مكتب تعداد الولايات المتحدة بتحديد بيانات التركيبة السكانية لتراوتدلفي تعداد الولايات المتحدة. في ما يلي، التركيبة السكانية حسب تعدادي 2000 و2010.

### تعداد عام 2000
بلغ عدد سكان تراوتدل 13,777 نسمة بحسب تعداد عام 2000، وبلغ عدد الأسر 4,671 أسرة وعدد العائلات 3,690 عائلة مقيمة في المدينة.
وتوزع التركيب العرقي للمدينة بنسبة 87.54% من البيض و 0.92% من الأمريكيين الأصليين و 4.14% من الأمريكيين ذوي الأصول الآسيوية و 0.25% من سكان جزر المحيط الهادئ و 1.90% من الأمريكيين الأفارقة و 3.53% من عرقين مختلطين أو أكثر.
بلغ عدد الأسر 4,671 أسرة كانت نسبة 44.3% منها لديها أطفال تحت سن الثامنة عشر تعيش معهم، وبلغت نسبة الأزواج القاطنين مع بعضهم البعض 64.6% من أصل المجموع الكلي للأسر، ونسبة 10.8% من الأسر كان لديها معيلات من الإناث دون وجود شريك، وكانت نسبة 21.0% من غير العائلات. تألفت نسبة 13.9% من أصل جميع الأسر من أفراد ونسبة 1.9% كانوا يعيش معهم شخص وحيد يبلغ من العمر 65 عاماً فما فوق. وبلغ متوسط حجم الأسرة المعيشية 3.19، أما متوسط حجم العائلات فبلغ 2.89.
بلغ العمر الوسطي للسكان 32 عاماً. وكانت نسبة 9.0% بين الثامنة عشر والأربعة وعشرون عاماً، ونسبة 35.4% كانت واقعةً في الفئة العمرية ما بين الخامسة والعشرون حتى والأربعة وأربعون عاماً، ونسبة 21.1% كانت ما بين الخامسة والأربعون حتى الرابعة والستون، ونسبة 4.4% كانت ضمن فئة الخامسة والستون عاماً فما فوق.
بلغ متوسط دخل الأسرة في المدينة 56,593 دولار، أما متوسط دخل العائلة فبلغ 62,203 دولار. وكان متوسط دخل الذكور 41,808 دولار مقابل 30,989 دولار للإناث. وسجل دخل الفرد الخاص بالمدينة 21,778 دولار. وكانت نسبة 3.3% من العائلات ونسبة 4.8% من السكان تحت خط الفقر،

### تعداد عام 2010
بلغ عدد سكان تراوتدل 15,962 نسمة بحسب تعداد عام 2010، وبلغ عدد الأسر 5,671 أسرة وعدد العائلات 4,208 عائلة مقيمة في المدينة. في حين سجلت الكثافة السكانية 2,687.2 نسمة لكل ميل مربع (1,037.5/كم2). وبلغ عدد الوحدات السكنية 5,907 وحدة بمتوسط كثافة قدره 994.4 لكل ميل مربع (383.9/كم2).
وتوزع التركيب العرقي للمدينة بنسبة 83.6% من البيض و 1.0% من الأمريكيين الأصليين و 4.6% من الأمريكيين ذوي الأصول الآسيوية و 0.4% من سكان جزر المحيط الهادئ و 2.1% من الأمريكيين الأفارقة و 4.0% من عرقين مختلطين أو أكثر.
بلغ عدد الأسر 5,671 أسرة كانت نسبة 40.3% منها لديها أطفال تحت سن الثامنة عشر تعيش معهم، وبلغت نسبة الأزواج القاطنين مع بعضهم البعض 55.7% من أصل المجموع الكلي للأسر، ونسبة 12.9% من الأسر كان لديها معيلات من الإناث دون وجود شريك، بينما كانت نسبة 5.6% من الأسر لديها معيلون من الذكور دون وجود شريكة وكانت نسبة 25.8% من غير العائلات. تألفت نسبة 18.8% من أصل جميع الأسر من أفراد ونسبة 5.1% كانوا يعيش معهم شخص وحيد يبلغ من العمر 65 عاماً فما فوق. وبلغ متوسط حجم الأسرة المعيشية 3.20، أما متوسط حجم العائلات فبلغ 2.81.
بلغ العمر الوسطي للسكان 34 عاماً. وكانت نسبة 27.5% من القاطنين تحت سن الثامنة عشر، وكانت نسبة 9.8% بين الثامنة عشر والأربعة وعشرون عاماً، ونسبة 27.9% كانت واقعةً في الفئة العمرية ما بين الخامسة والعشرون حتى والأربعة وأربعون عاماً، ونسبة 27.1% كانت ما بين الخامسة والأربعون حتى الرابعة والستون، ونسبة 7.6% كانت ضمن فئة الخامسة والستون عاماً فما فوق. وتوزع التركيب الجنسي للسكان بنسبة 49.0% ذكور و51.0% إناث.

## وصلات خارجية
- www.ci.troutdale.or.us
- The US50 - Cities and Towns in Oregon State